# Deltocyathus philippinensis
Espèce
Statut CITES
Deltocyathus philippinensis est une espèce de coraux appartenant à la famille des Deltocyathidae ou Caryophylliidae.